# Kino Obserwatorium w Szczecinie
Kino Obserwatorium – najmniejsze i obecnie najmłodsze kino w Szczecinie, znajdujące się w dzielnicy Pogodno, przy al. Wojska Polskiego.
Kino Obserwatorium powstało w 2009 roku z inicjatywy stowarzyszenia OFFicyna oraz Szczecin 2016. Przy kinie znajduje się Dyskusyjny Klub OFFilmowy, w którym dyskutuje się na temat filmów wyświetlanych w kinie.

## Repertuar
Kino jest uruchamiane raz na tydzień. Zazwyczaj są wyświetlane filmy, które miały już swoje premiery, jednak często są też puszczane produkcje wykonane przez amatorów.
Bilety są zazwyczaj bezpłatne.